# Station Athis-Mons
Station Athis-Mons is een spoorwegstation aan de spoorlijn Paris-Austerlitz - Bordeaux-Saint-Jean. Het ligt in de Franse gemeente Athis-Mons in het departement Essonne (Île-de-France).

## Geschiedenis
Het station is op 5 mei 1843 geopend door de Compagnie du chemin de fer de Paris à Orléans, kortweg de PO.

## Diensten
Het station wordt aangedaan door verschillende treinen van de RER C:
- tussen Versailles-Château-Rive-Gauche en Juvisy/Versailles-Chantiers via Massy-Palaiseau;
- tussen Saint-Quentin-en-Yvelines en Saint-Martin-d'Étampes;

### Vorige en volgende stations
| Richting                                       | Vorig station | Lijn  | Volgend station | Richting                                       |
| ---------------------------------------------- | ------------- | ----- | --------------- | ---------------------------------------------- |
| Versailles-Château-Rive-Gauche C5 (via Parijs) | Ablon         | RER C | Juvisy          | Juvisy C10 Versailles-Chantiers C8 (via Massy) |
| Saint-Quentin-en-Yvelines C7                   | Ablon         | RER C | Juvisy          | Saint-Martin-d'Étampes C6                      |